# In Search of the Fourth Chord
In Search of the Fourth Chord è il 28° album di studio inciso dal gruppo rock inglese Status Quo, uscito nel settembre del 2007.

## Il disco
Esaltato dalla qualità di una accurata produzione, il disco riesce a sposare brani veloci e ritmati con raffinati motivi soft, passando dai brillanti riff di Beginning of the End allo slow blues di Electric Arena, per un prodotto finale che, per la varietà dell'offerta musicale, ricorda per molti versi la struttura degli storici album incisi dalla band nei primi anni settanta.
L'ironico titolo e la stessa copertina del lavoro mirano ad irridere e vuotare di significato una delle maggiori rimostranze da sempre mosse alla band, famosa per aver suonato la maggior parte delle proprie composizioni ricorrendo alla semplice struttura dei tre accordi.
Il disco va alla posizione n. 15 nelle classifiche del Regno Unito.
Nel dicembre del 2007, la rivista inglese Classic Rock ha inserito il lavoro al sesto posto nella speciale classifica dei migliori album rock pubblicati nel corso dell'anno.

## Tracce
1. Beginning of the End - 4:23 - (Rossi/Edwards)*
2. Alright - 4:12 - (Parfitt/Morris)
3. Pennsylvania Blues Tonight - 3:44 - (Rossi/Young)
4. I Don't Wanna Hurt You Anymore - 4:00 - (Rossi/Young)
5. Electric Arena - 5:25 - (Rossi/Young)
6. Gravy Train - 3:23 - (Edwards)
7. Figure of Eight - 4:08 - (Bown)
8. You're the One for Me - 3:30 - (Letley)
9. My Little Heartbreaker - 3:50 - (Rossi/Young)
10. Hold Me - 4:33 - (Parfitt/Morris/Climie)
11. Saddling Up - 3:42 - (Rossi/Bown)
12. Bad News - 5:05 - (Edwards)
13. Tongue Tied - 4:21 - (Rossi/Young)

Bonus Track
UK:
1. I Ain't Wastin' My Time - 3:35 - (Rossi/Young)

EU:
1. One By One - 4:14 - (Parfitt/Young)

### Tracce della versione in disco di vinile
Lato A
1. Beginning of the End - 4:23 - (Rossi/Edwards)*
2. Alright - 4:12 - (Parfitt/Morris)
3. Pennsylvania Blues Tonight - 3:44 - (Rossi/Young)
4. I Don't Wanna Hurt You Anymore - 4:00 - (Rossi/Young)
5. Electric Arena - 5:25 - (Rossi/Young)
6. Figure of Eight - 4:08 - (Bown)

Lato B
1. You're the One for Me - 3:30 - (Letley)
2. My Little Heartbreaker - 3:50 - (Rossi/Young)
3. Hold Me - 4:33 - (Parfitt/Morris/Climie)
4. Saddling Up - 3:42 - (Rossi/Bown)
5. Bad News - 5:05 - (Edwards)
6. Tongue Tied - 4:21 - (Rossi/Young)

(Singoli)*

## Formazione
- Francis Rossi (chitarra solista, voce)
- Andy Bown (tastiere, chitarra, armonica a bocca, cori)
- Rick Parfitt (chitarra ritmica, voce)
- John 'Rhino' Edwards (basso, voce)
- Matt Letley (percussioni)

## Altri musicisti
- Bob Young (armonica a bocca)
- Chloe Du Pre (cori in Tongue Tied)
- Laura Macara (cori in Tongue Tied)
- Daniel Jackman (2° basso in Tongue Tied)
- Freddie Edwards (2° e 3° chitarra solo in Bad News)
- Kevin McAlea (piano in I Don't Wanna Hurt You Anymore)
- Pip Williams (chitarra supplementare)
- Chloe Du Pre (Violoncello in One By One)